# Place de repos
Das Place de repos (deutsch: Ort der Ruhe) war ein Gesellschaftshaus in Leipzig.
1793 ließ sich der Kaffeehausbesitzer George Wilhelm Richter vom Architekten Carl August Benjamin Siegel an der am Pleißemühlgraben verlaufenden Promenade An der Pleiße (heute  Dittrichring 15, Ecke Bosestraße) ein Gesellschaftshaus erbauen.
In einem Seitengebäude des Place de repos wurde ab 1817 Theater gespielt (Theater an der Pleiße). Die Leipziger Freimaurerloge Balduin zur Linde nutzte das Place de repos von seiner Erbauung an bis 1820 als Versammlungsort.
Von 1825 bis 1828 erbaute der Zimmermeister Leideritz das Place de repos neu. Es wurde ein viergeschossiger Bau mit 17 Fensterachsen und einem Mittelrisalit.
Das Place de repos galt als Vergnügungs- und Erholungsstätte des vornehmen Leipzig. Es enthielt neben Restaurant und Gesellschaftszimmern einen Saalbau und einen Konzertgarten. Im Saal fanden unter anderem Bälle, Konzerte und Theateraufführungen statt.
1898 wurde das Place de repos im Zuge der Überwölbung des Pleißemühlgrabens für die Verbreiterung des Promenadenrings abgerissen. Der Nachfolgebau war das Centraltheater.
Der französische Name des Place de repos war – auch weil es einmal als Lazarett genutzt worden war – vom Volksmund als Pflasterdepot „eingedeutscht“ worden.

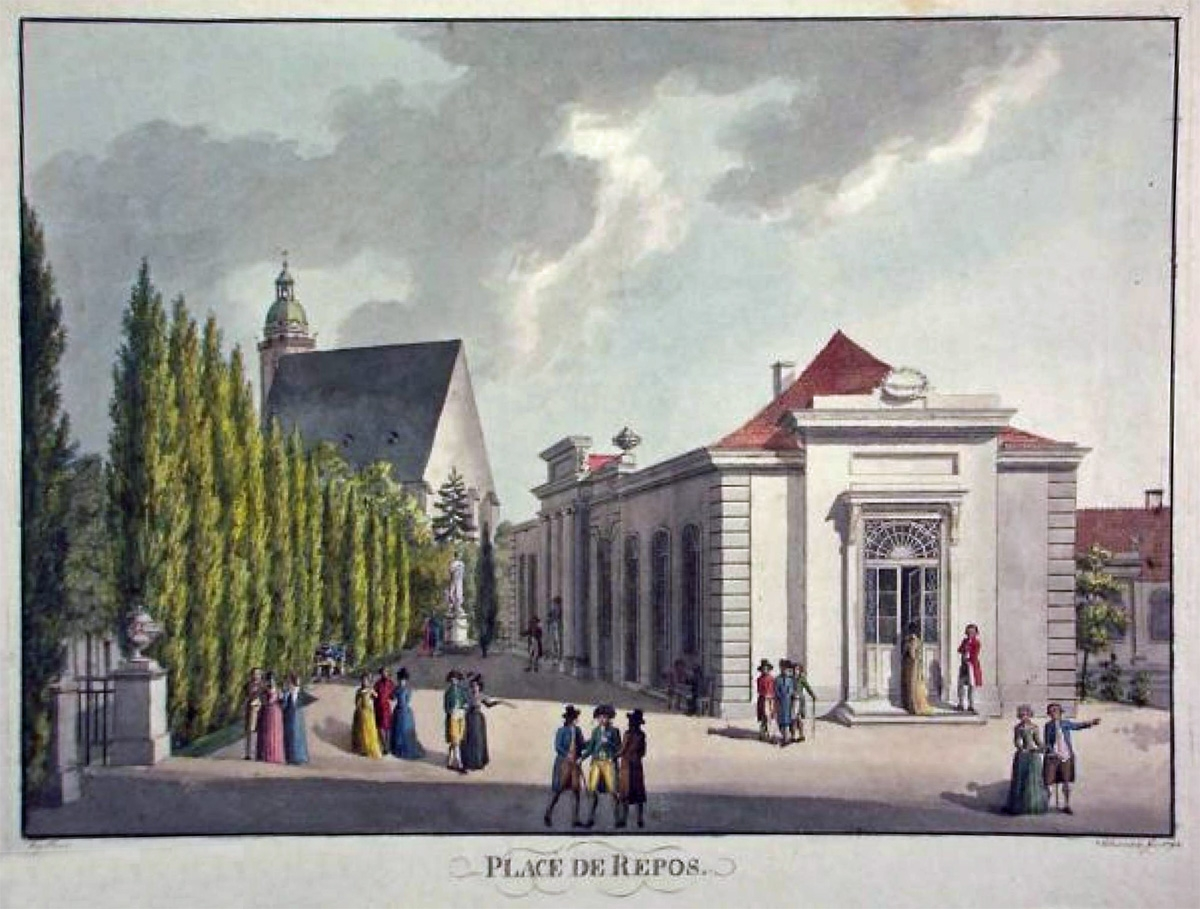
Das Place de repos 1793
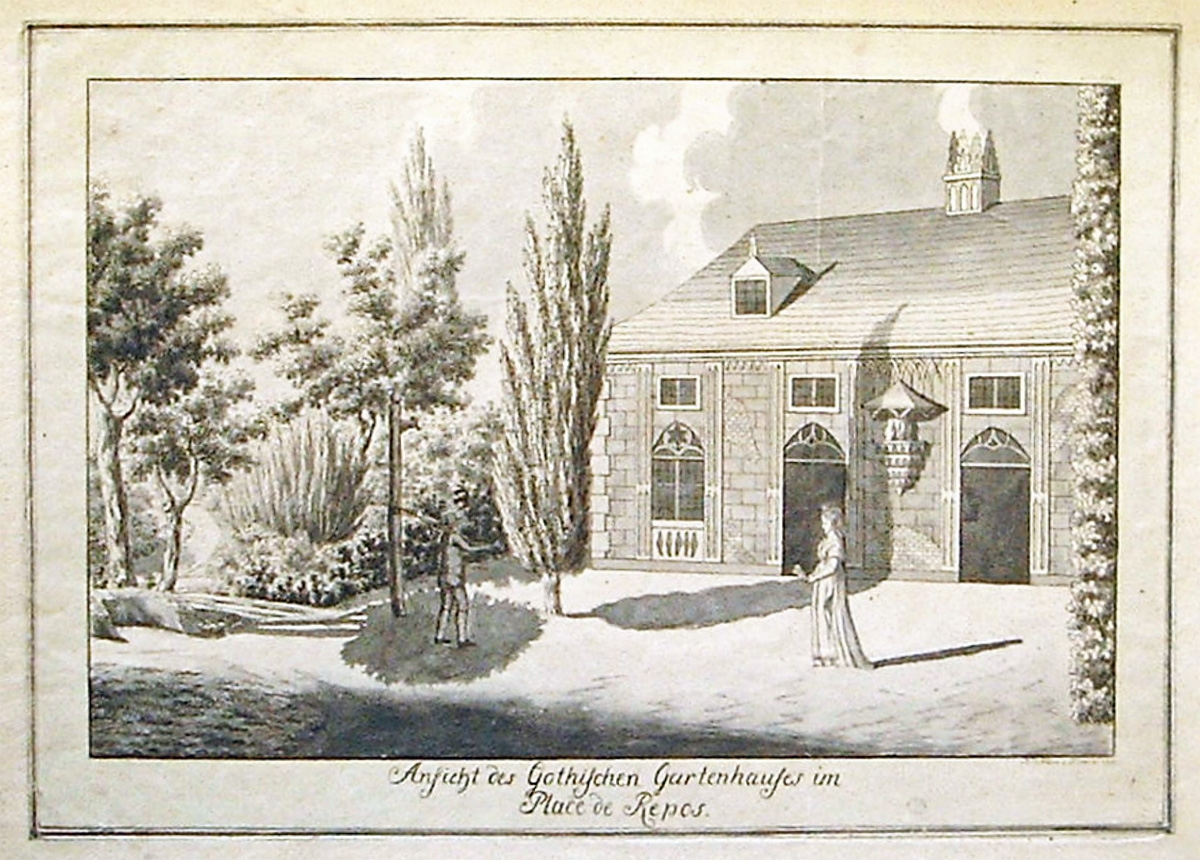
Gartenhaus am Place de repos
Das zweite Place de repos um 1885
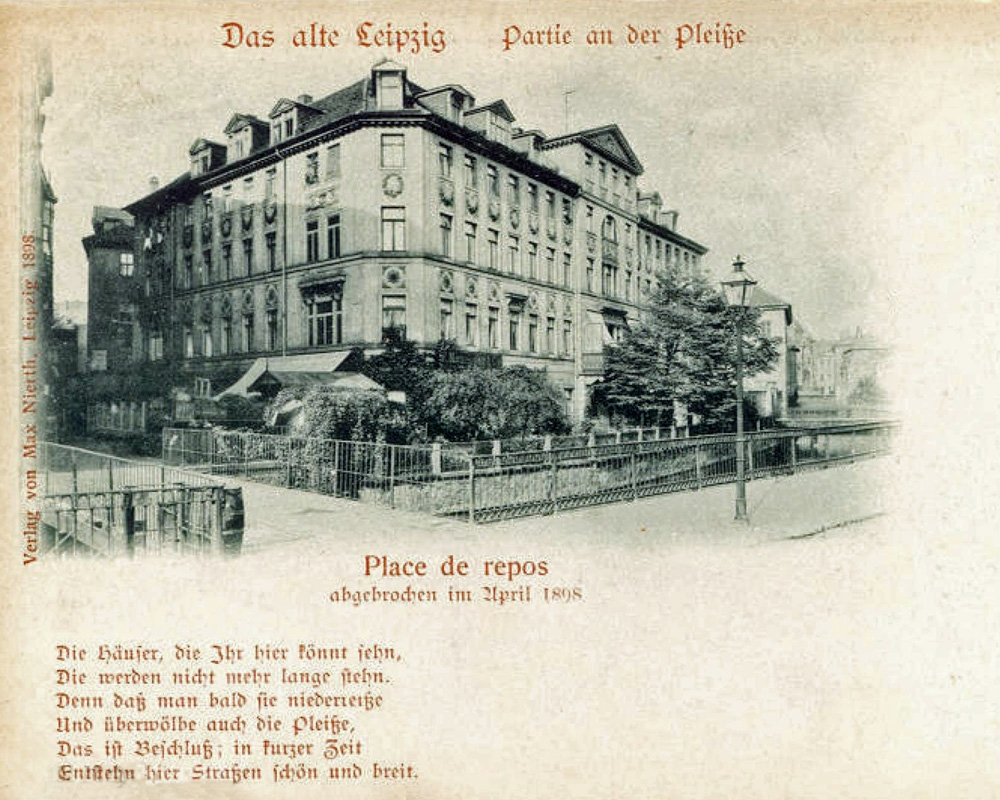
Postkarte mit Gedicht zum Abbruch des Place de repos
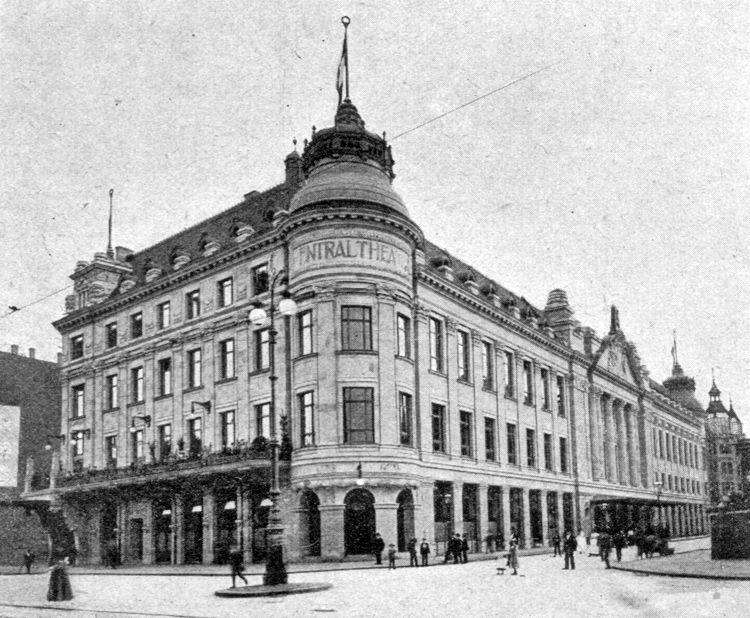
Nachfolgebau: Das Centraltheater